# Kanton Puylaurens
Der Kanton Puylaurens war bis 2015 ein französischer Wahlkreis im Arrondissement Castres, im Département Tarn und in der Region Midi-Pyrénées. Hauptort war Puylaurens. Vertreterin im Generalrat des Départements war zuletzt von 2001 bis 2015 Anne Laperrouze (zunächst DVD, jetzt MoDem).
Der Kanton war 157,48 km² groß und hatte 8124 Einwohner (Stand 2012). Im Mittel lag er 268 Meter über Normalnull, zwischen 147 und 372 Meter. 

## Gemeinden
Der Kanton bestand aus zehn Gemeinden:
| Gemeinde                | Einwohner Jahr | Fläche km² | Bevölkerungsdichte | Code INSEE | Postleitzahl |
| ----------------------- | -------------- | ---------- | ------------------ | ---------- | ------------ |
| Appelle                 | 69 (2013)      | 3,87       | 18 Einw./km²       | 81015      | 81700        |
| Bertre                  | 115 (2013)     | 4,14       | 28 Einw./km²       | 81030      | 81700        |
| Blan                    | 1.167 (2013)   | 13,3       | 88 Einw./km²       | 81032      | 81700        |
| Cambounet-sur-le-Sor    | 870 (2013)     | 7,65       | 114 Einw./km²      | 81054      | 81700        |
| Lempaut                 | 822 (2013)     | 14,18      | 58 Einw./km²       | 81142      | 81700        |
| Lescout                 | 665 (2013)     | 6,72       | 99 Einw./km²       | 81143      | 81700        |
| Poudis                  | 242 (2013)     | 4,62       | 52 Einw./km²       | 81210      | 81700        |
| Puylaurens              | 3.255 (2013)   | 81,82      | 40 Einw./km²       | 81219      | 81700        |
| Saint-Germain-des-Prés  | 896 (2013)     | 16,97      | 53 Einw./km²       | 81251      | 81700        |
| Saint-Sernin-lès-Lavaur | 149 (2013)     | 4,21       | 35 Einw./km²       | 81270      | 81700        |